# Sigma1 Coronae Borealis
Título a ser usado para criar uma ligação interna é Sigma1 Coronae Borealis.
Sigma1 Coronae Borealis (17 Coronae Borealis) é uma estrela na direção da constelação de Corona Borealis. Possui uma ascensão reta de 16h 14m 40.80s e uma declinação de +33° 51′ 30.0″. Sua magnitude aparente é igual a 6.66.   É componente do sistema sigma Coronae Borealis.